# 寿泉堂綜合病院
寿泉堂綜合病院（じゅせんどうそうごうびょういん）は、福島県郡山市にある医療機関。公益財団法人湯浅報恩会が運営する病院である。

## 概要
1887年8月20日に湯浅為之進が郡山に医院を開業したのがはじまりである。1951年に医療法人（財団）寿泉堂病院が設立されて法人経営となり、1953年には財団法人湯浅報恩会（公益法人）が設立された。
旧所在地は郡山市駅前一丁目8番16号。2001年から市街地再開発事業の一環で移転が計画され、タワーマンションと一体化した24階建ての建物が建設され、2011年2月1日に現在地に移転した。病院はシティタワー郡山の1階から11階に入居しており、12階から24階は住居スペースとなっている。
なお、旧病院は2021年12月から解体が始まり、跡地には21階建ての複合ビルが建設され、寿泉堂綜合病院と同じ系列の寿泉堂クリニックがビル内（1〜3階）に移転することになった。

## 診療科
- 内科
- 循環器内科
- 消化器内科
- 呼吸器内科
- 神経内科
- 心療内科・精神科
- 小児科
- 外科・肛門科
- 心臓血管外科
- 脳神経外科
- 皮膚科
- 泌尿器科
- 整形外科
- 形成外科
- 耳鼻咽喉科
- 眼科
- 産婦人科
- 内視鏡科
- 麻酔科
- リハビリテーション科
- 放射線科
- 歯科口腔外科
- 病理部

## 医療機関の指定等
- 保険医療機関
- 救急告示医療機関
- 労災保険指定医療機関
- 指定自立支援医療機関（更生医療・育成医療・精神通院医療）
- 身体障害者福祉法指定医の配置されている医療機関
- 精神保健指定医の配置されている医療機関
- 生活保護法指定医療機関
- 結核指定医療機関
- 指定養育医療機関
- 戦傷病者特別援護法指定医療機関
- 原子爆弾被害者医療指定医療機関
- 原子爆弾被害者一般疾病医療取扱医療機関
- 公害医療機関
- 母体保護法指定医の配置されている医療機関
- 臨床研修指定病院
- エイズ治療拠点病院
- 特定疾患治療研究事業委託医療機関
- DPC対象病院
- 小児慢性特定疾患治療研究事業委託医療機関

## 法人の施設
- 寿泉堂綜合病院
- 寿泉堂香久山病院
- 寿泉堂クリニック
- 寿泉堂松南病院
- スプリングガーデンあさか
- 寿泉堂香久山居宅介護支援事業所
- 郡山南部地域包括支援センター
- いずみ訪問看護ステーション

## 交通アクセス
- JR東日本東北新幹線・東北本線郡山駅下車、徒歩5分。